# 自然与人类博物馆

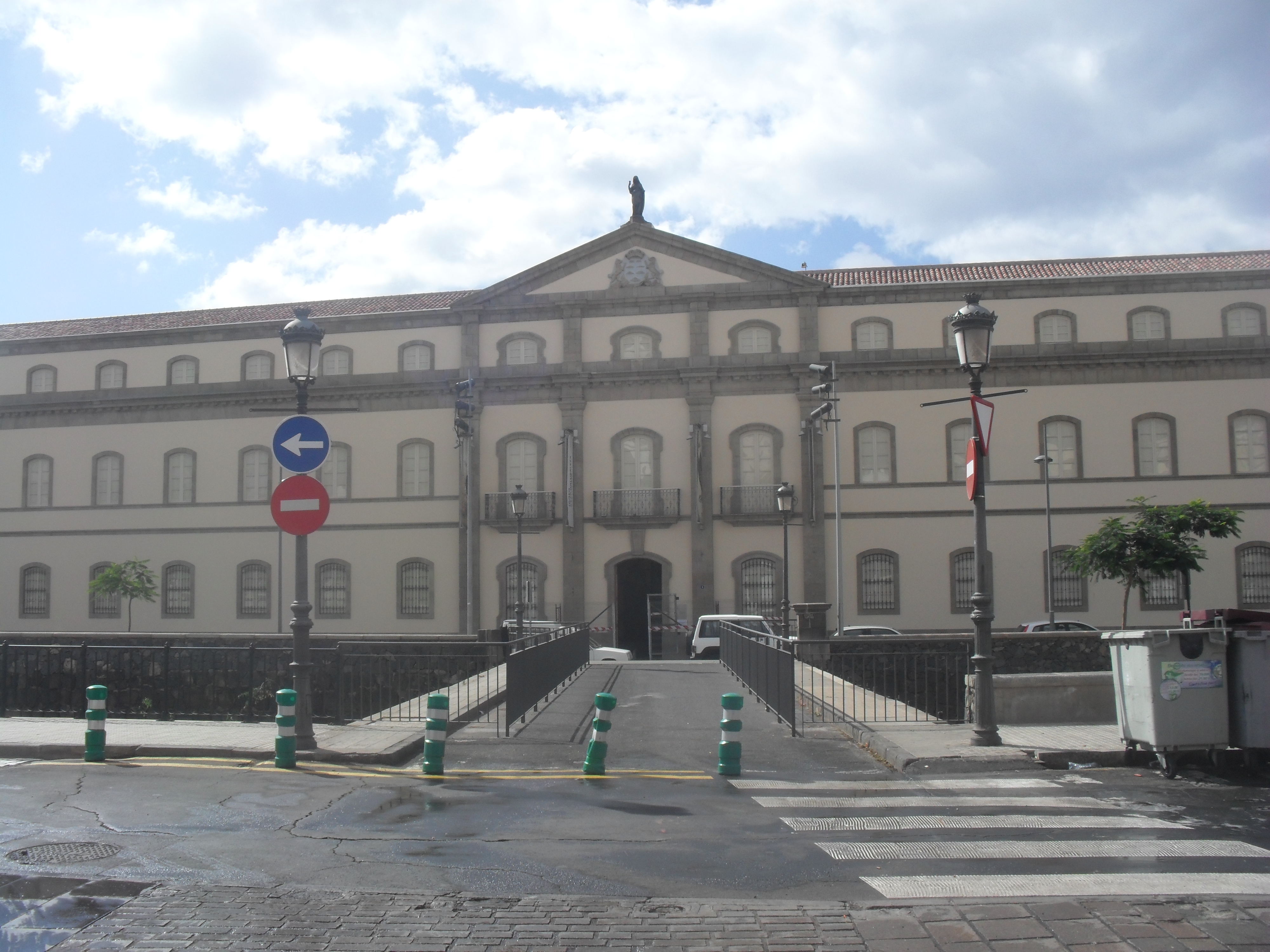
自然与人类博物馆

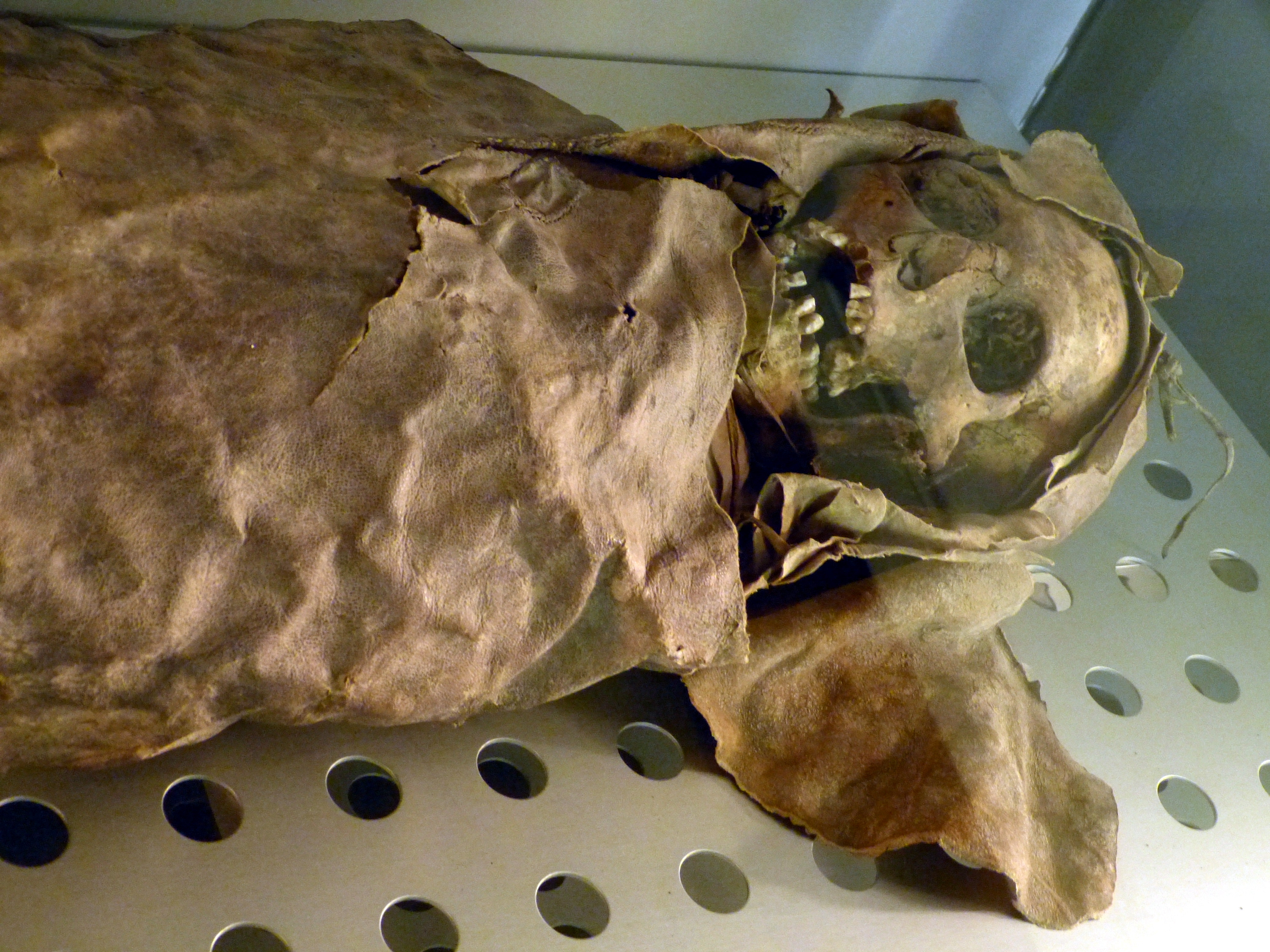
关切人的木乃伊

自然与人类博物馆（西班牙語：Museo de la Naturaleza y el Hombre）是一座位于西班牙加那利群岛中特内里费岛上圣克鲁斯-德特内里费市的博物馆。博物馆成立于1958年，其藏品包括大量的考古出土文物，是最完善的加那利群岛前西班牙时代物品陈列库。其它馆藏包括大量的古生物学、植物学、昆虫学方面以及水生和陆生动物的标本。